# Duttlenheim
Duttlenheim är en kommun i departementet Bas-Rhin i regionen Grand Est (tidigare regionen Alsace) i nordöstra Frankrike. Kommunen ligger i kantonen Molsheim som tillhör arrondissementet Molsheim. År 2022 hade Duttlenheim 2 957 invånare.

## Befolkningsutveckling
Antalet invånare i kommunen Duttlenheim
| Referens: INSEE |